# 17-es villamos (Budapest)
A budapesti 17-es jelzésű villamos a Bécsi út / Vörösvári út és a Savoya Park között közlekedik. Útja során érinti a Széll Kálmán teret és a Móricz Zsigmond körteret. A viszonylatot a Budapesti Közlekedési Zrt. üzemelteti.

## Története
1915-ben indult a 15-ös villamos ellenjárataként, az Állatkerttől a Délivasútig, majd vissza. Nagyrészt a 15-össel azonos útvonalon járt, de míg az a Rottenbiller utcán, addig a 17-es az Aréna (a mai Dózsa György) és a Thököly út útvonalon érte el a Rákóczi utat. 1919. november 21-én szűnt meg. 1921-ben ismét újraindult a korábbi vonalán, viszont 1926. július 12-én ismét megszűnt. 1932. július 18-ától újra járt: a Szent Imre herceg út – Szent Gellért rakpart – Hadnagy utca útvonalon. Augusztus 22-én összevonták a 61-essel.
1941. június 16-án indult újra: a zuglói 69-es villamos jelzése 17-esre módosult,  amely a Hadnagy utca helyett a Horthy Miklós (ma Móricz Zsigmond) körtérig hosszabbodott. Ezzel együtt a 69A villamos (Baross tér – Bosnyák tér) jelzése 17A lett. 1942. december 14-én a 17A jelzése 27-esre változott. 1944-ben a 17-es villamos megszűnt.
1958. május 19-én indult újra a Déli pályaudvar és az Óbuda kocsiszín között, a Vörösvári út – Korvin Ottó utca (ma Pacsirtamező utca) – Nagyszombat utca – Bécsi út – Frankel Leó út – Török utca – Mártírok útja (ma Margit körút) – Krisztina körút útvonalon. 1959. január 19-én útvonalát a János kórházig meghosszabbították. 1962. augusztus 21-től az 1961-ben megszüntetett 7-es villamos útvonalán közlekedett tovább, a Margit híd és a Margit kórház között. 1978-1980 között szünetelt. A Nagyszombat utcai 11-es villamos megszűnésekor, 1981. január 19-én a kiszélesített Bécsi úton át a Vörösvári útig hosszabbították. 1987. október 27-én új megállóhelyet kapott Óbuda felé Perényi út néven.
A budai fonódó villamoshálózat építése miatt, 2014. április 13-ától szüneteltették. Az akkori tervek szerint a 17-est a 61-es váltotta volna ki. Másnaptól, április 14-től 2016 januárjáig a 17-es busz közlekedett helyette. A forgalom szüneteltetését a budai fonódó villamoshálózathoz kapcsolódó új villamospálya kiépítését megelőző közműhálózat-rekonstrukció, majd a pályaépítés tette szükségessé. 2015 nyaráig tartó átépítése során a Margit hídtól a Tímár utcáig tartó részen mindent korszerűsítettek, így az úttal, járdával együtt a síneket és a megállóhelyeket is, az áramellátás pedig egészen a Vörösvári útig megújult, a felsővezetékkel együtt. A Tímár utca és a Vörösvári úti végállomás között a vágányzár ideje alatt a szükséges helyeken kicserélték a síneket, de a pálya komplex újjáépítésére ezen a szakaszon nem került sor. A Szent Margit Kórháznál megszűnt a visszafordulási lehetőség, helyette a Katinyi mártírok parkjánál került beépítésre vágánykapcsolat, ami felújítás vagy üzemzavar esetén jóval kedvezőbb helyen van.
Az elkészült villamospályán a próbajáratok másfél éves üzemszünet után 2015. november 22-én haladtak végig és bejárták mind a Széll Kálmán téri, mind pedig a Bem rakparti ágat. A műszaki átadás-átvételi eljárás lezárása és a kivitelezési munkák befejezése 2015. december 23-ig megtörtént, 2016. január 16-án pedig újra megindult a vonalon a villamosközlekedés.

### Újraindítása 2016-ban
2016. január 16-ától, a budai fonódó villamoshálózat kiépítésével a 17-es vonala meghosszabbodott a már meglévő 4-es és 6-os villamos Margit körúti pályáján keresztül, a 19-es és a 41-es villamos pályáját pedig a Batthyány tér felől hosszabbították meg a Bem rakparton, így jelenleg már átszállás nélkül lehet eljutni például Óbudáról Kamaraerdőbe, a Savoya Parkhoz vagy a Kelenföld vasútállomásra. A Margit hídnál lévő hurokvégállomás megszűnt. Az új pályán a korszerű CAF Urbos 3 alacsony padlós villamosok is közlekednek.
A Budai fonódó villamoshálózat átadása óta a villamos a Bécsi út / Vörösvári úttól a Bécsi út – Margit körút – Széll Kálmán tér – Déli pályaudvar – Alkotás utca – Villányi út – Móricz Zsigmond körtér – Fehérvári út útvonalon keresztül a Savoya Parkig közlekedik (kiváltva a 18-as villamost is).
2016. június 16-ától augusztus 28-áig csak a Bécsi út / Vörösvári út és a Móricz Zsigmond körtér között közlekedett a Fehérvári úti pályafelújítás és peronátépítés miatt. A Fehérvári út felújításának befejeztével, augusztus 29-étől az Alkotás utcában és a Villányi úton folytatódtak a munkálatok, ezért a járat terelve, a Krisztina körúton és a Bartók Béla úton át közlekedett. A kimaradó szakaszon a 61-es jelzésű villamospótló járt.
2020. május 23-ától a járaton közlekedő Tatra villamosokon engedélyezett a kerékpárszállítás.

## Járművek
1958 és 1996 között a vonalon két kocsis Ganz UV típusú villamosok közlekedtek, majd ezeket az Óbuda kocsiszín megszűnése miatt Ganz CSMG típusokra cserélték. 2008-ban a vonalon újabb típuscsere történt: ezúttal Ganz KCSV–7 típusokra. ezek a villamosok a 2014-es megszűnésig teljes körűen közlekedtek a vonalon. 2014. április 13-án a vonalon közlekedő szerelvények fekete viszonylatszámokkal, illetve az 1330-as KCSV–7 feldíszítve közlekedett.
2016. január 16-án a vonalon Tatra T5C5, valamint a korszerű CAF Urbos 3 típusú alacsony padlós villamosokkal indult újra a villamosközlekedés.
2017 nyarán a hűvösvölgyi vágányzár miatt részlegesen megjelent néhány Szépilona kocsiszínhez tartozó ČKD–BKV Tatra T5C5K szerelvény is a vonalon.
2018. november 5-étől CAF Urbos 3 és Tatra T5C5K2M (hétköznapokon) típusok közlekednek a vonalon.

## Útvonala
| Savoya Park felé |
| Bécsi út / Vörösvári út vá. – Bécsi út – Zsigmond tér – Frankel Leó út – Török utca – Margit körút – Széll Kálmán tér – Vérmező út – Krisztina körút – Magyar jakobinusok tere – Alkotás utca – Budaörsi út – Villányi út – Móricz Zsigmond körtér – Fehérvári út – Feltáró út – Savoya Park vá. |
| Bécsi út / Vörösvári út felé |
| Savoya Park vá. – Feltáró út – Fehérvári út – Móricz Zsigmond körtér – Villányi út – Budaörsi út – Alkotás utca – Magyar jakobinusok tere – Krisztina körút – Vérmező út – Széll Kálmán tér – Margit körút – Frankel Leó út – Zsigmond tér – Bécsi út – Bécsi út / Vörösvári út vá.              |

## Megállóhelyei
| 0  | Bécsi út / Vörösvári út végállomás | 53 | 1, 1A, 19, 41 137, 160, 218, 237, 260 800, 815, 820, 821, 830, 832, 840, 848 | GOBUDA Mall |
| ∫  | Bécsi út / Vörösvári út            | 51 | 1, 1A, 19, 41 137, 160, 218, 237, 260 800, 815, 820, 821, 830, 832, 840, 848 | GOBUDA Mall |
| 1  | Váradi utca                        | 49 | 19, 41 160, 260 | STOP SHOP Óbuda |
| 3  | Szent Margit Kórház                | 48 | 19, 41 160, 260 | Szent Margit Kórház, Bláthy Ottó Titusz Informatikai Szakgimnázium |
| 4  | Selmeci utca                       | 47 | 19, 41 | Kiscelli parkerdő |
| 5  | Katinyi mártírok parkja            | 46 | 19, 41 | Katinyi mártírok parkja, Aquincumi katonai amfiteátrum, Óbudai Árpád Gimnázium, Óbudai Egyetem - Kandó Kálmán Villamosmérnöki Kar, Óbudai Egyetem - Neumann János Informatikai Kar |
| 7  | Kolosy tér                         | 44 | 19, 41 9, 29, 65, 65A, 111, 165 | Sarlós Boldogasszony-plébániatemplom |
| 9  | Zsigmond tér                       | 43 | 19, 41 9 | Than Károly Ökoiskola Gimnázium, Szakközépiskola és Szakiskola |
| 10 | Komjádi Béla utca                  | 42 | 19, 41 | |
| 12 | Szent Lukács Gyógyfürdő            | 41 | 19, 41 | Szent Lukács gyógyfürdő |
| 14 | Margit híd, budai hídfő H          | 40 | 4, 6, 19, 41 9, 91, 191, 226, 291 | HÉV-állomás |
| 15 | Mechwart liget                     | 37 | 4, 6 11, 111 | KSH könyvtár |
| 17 | Széna tér                          | 35 | 4, 6 39 | Mammut bevásárlóközpont, Millenáris kulturális központ |
| 19 | Széll Kálmán tér M                 | 35 | 4, 6, 56, 56A, 59, 59A, 59B, 61 5, 16, 16A, 21, 21A, 22, 22A, 39, 91, 102, 116, 128, 129, 139, 140, 140A, 149, 155, 156, 221, 222 781, 782, 783, 784, 785, 786, 787, 789, 791, 793, 794, 795                            | Metróállomás, Városmajor, Budai Várnegyed, Nemzeti Média- és Hírközlési Hatóság, Nemzetgazdasági Minisztérium, Postapalota                                                         |
| 21 | Déli pályaudvar M                  | 32 | 56, 56A, 59, 59A, 59B, 61 21, 21A, 39, 102, 139, 140, 140A, 221 770 S10 S12 S30 G30 Z30 S34 S35 S40 Z40 S42 Z42 IC, sebesvonat, gyorsvonat, expresszvonat,                                                              | Metróállomás, Déli pályaudvar, Országos Onkológiai Intézet, Vérmező, Pénzügyi Szervezetek Állami Felügyelete                                                                       |
| 22 | Nagyenyed utca                     | 29 | 61 | |
| 24 | Királyhágó utca                    | 27 | 61 105, 139, 140, 140A, 210, 210B | Országos Gerincgyógyászati Központ, BGSzC Budai Középiskolája |
| 26 | Csörsz utca                        | 26 | 61 139, 140, 140A, 212, 212A, 212B | MOM Kulturális Központ, MOM Park, Országos Sportegészségügyi Intézet, Magyar Testnevelési és Sporttudományi Egyetem                                                                |
| 27 | BAH-csomópont                      | 24 | 61 8E, 108E, 110, 112, 139, 140, 140A, 212, 212A, 212B | Budapest Kongresszusi Központ, Novotel |
| 28 | Budaörsi út / Villányi út          | 23 | 61 212, 212A, 212B, 240 | |
| 29 | Alsóhegy utca                      | 22 | 61 212, 212A, 212B | |
| 30 | Pető Intézet (Villányi út)         | 21 | 61 | Pető intézet |
| 31 | Szüret utca                        | 20 | 61 27 | |
| 32 | Tas vezér utca                     | 19 | 61 27 | Általános Vállalkozási Főiskola, Budai Ciszterci Szent Imre Gimnázium |
| 34 | Móricz Zsigmond körtér M           | 19 | 19, 49, 61 7, 27, 114, 213, 214, 240 | Metróállomás, Szent Margit Gimnázium, József Attila Gimnázium, BGSZC Öveges József Technikum és Szakképző Iskola, Feneketlen-tó                                                    |
| 36 | Móricz Zsigmond körtér M           | 17 | 6, 19, 41, 47, 48, 49, 56, 56A, 61 7, 33, 33A, 58 | Metróállomás, Szent Margit Gimnázium, József Attila Gimnázium, BGSZC Öveges József Technikum és Szakképző Iskola, Feneketlen-tó                                                    |
| 38 | Újbuda-központ M                   | 15 | 4, 41, 47, 48, 56 33, 53, 58, 150, 150B, 153, 154, 212, 212A, 212B 1172, 1173, 1174, 1175, 1176, 1177, 1183, 1184, 1185, 1188, 1189, 1190, 1193, 1194, 1201, 1205, 1212, 1215, 1216, 1229, 1251, 1253, 1254, 1257, 1268 | Metróállomás, Fehérvári úti vásárcsarnok, Allee bevásárlóközpont, Református és evangélikus templom                                                                                |
| 39 | Csonka János tér                   | 14 | 41, 47, 48, 56 | Fővárosi Művelődési Ház |
| 40 | Hauszmann Alajos utca              | 12 | 41, 47, 48, 56 | |
| 42 | Etele út / Fehérvári út            | 10 | 1, 41, 47, 48, 56 213 689, 691 | |
| 43 | Kalotaszeg utca                    | 8  | 41, 47, 48, 56 213 | |
| 44 | Andor utca                         | 7  | 41, 47, 48, 56 213 | |
| 45 | Albertfalva kitérő                 | 5  | 41, 47, 48, 56 213 | |
| 47 | Albertfalva utca                   | 4  | 41, 47, 48, 56 114, 213, 214 | |
| 48 | Fonyód utca                        | 3  | 41, 47, 48, 56 114, 213, 214 | |
| 49 | Budafok kocsiszín                  | 3  | 41, 47, 48, 56 7, 58, 114, 213, 214 S30 G30 S34 S35 S36 | Budafok kocsiszín |
| 53 | Savoya Park végállomás             | 0  | 48 33, 141, 158, 250, 251 | Obi, Auchan |

## Képgaléria

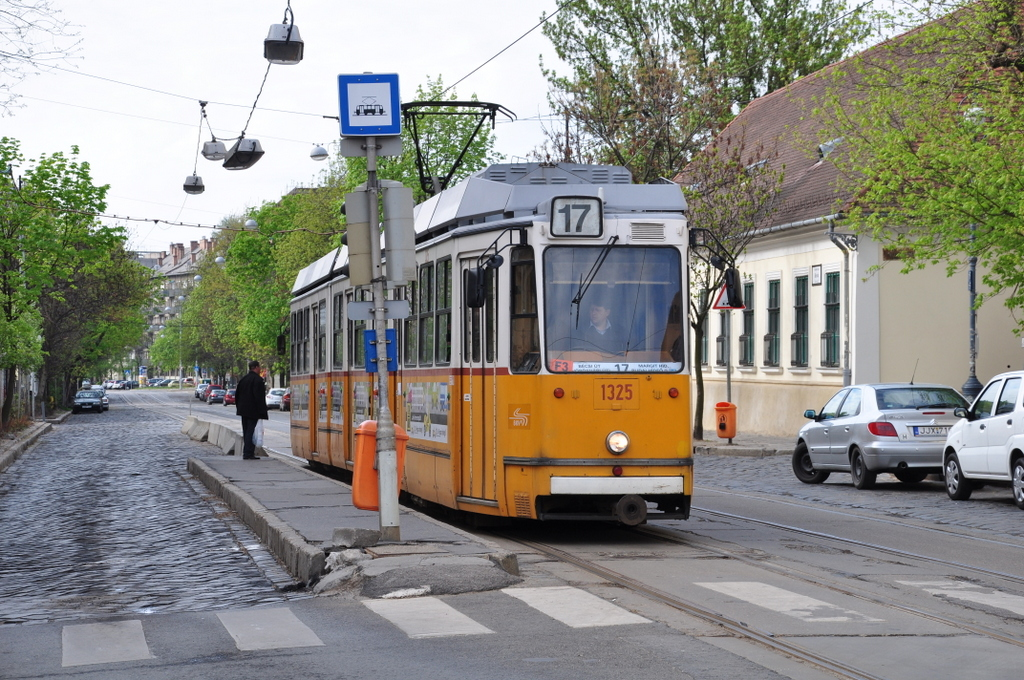
Ganz KCSV–7 villamos a Kolosy téri megállóban (Óbuda felé), a felújítás előtt
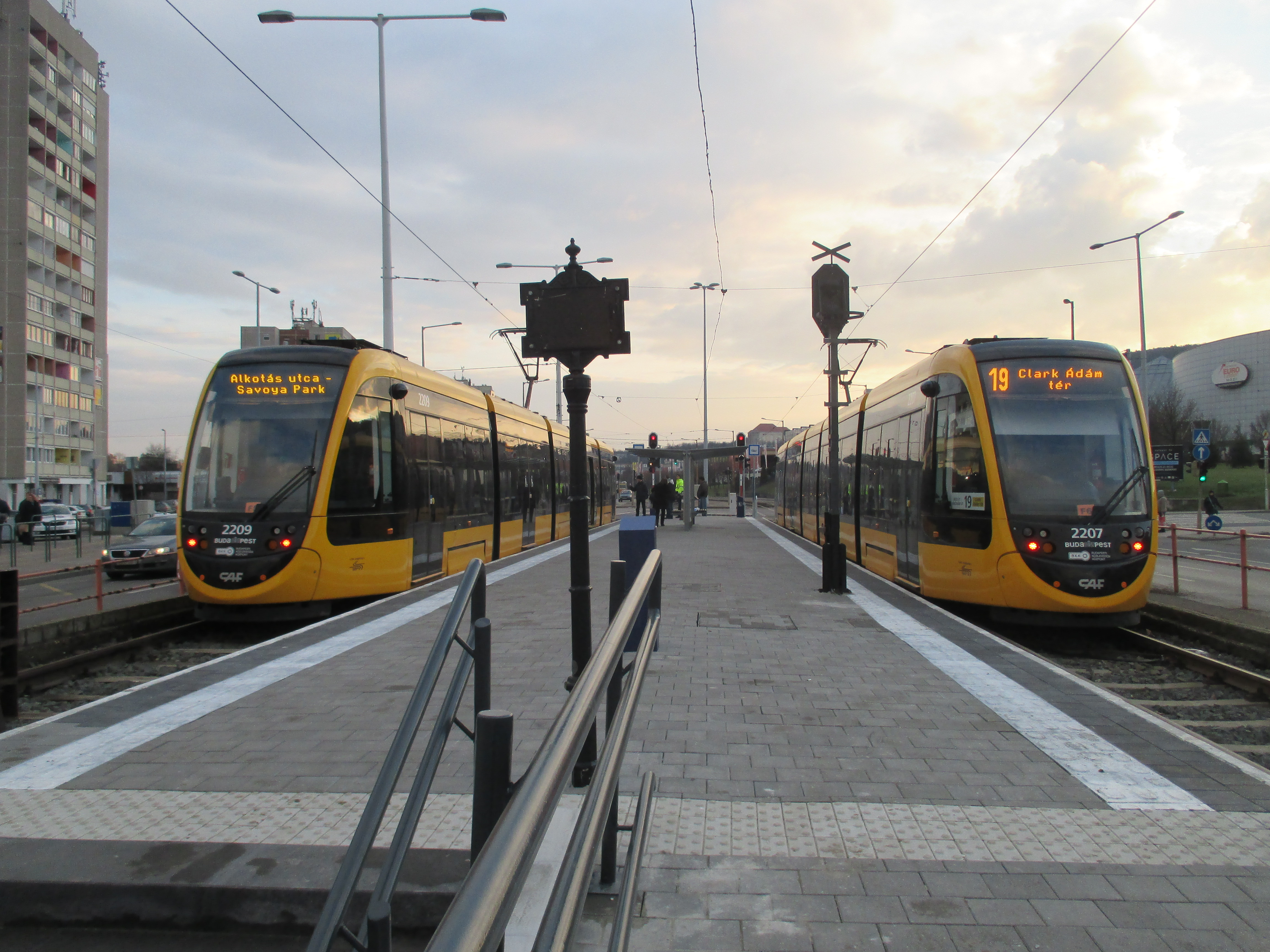
A CAF Urbos 3 (számjelzés nélkül, csak úti céllal, balra) a Bécsi út/Vörösvári úti végállomáson a budai fonódó villamoshálózat átadásának napján
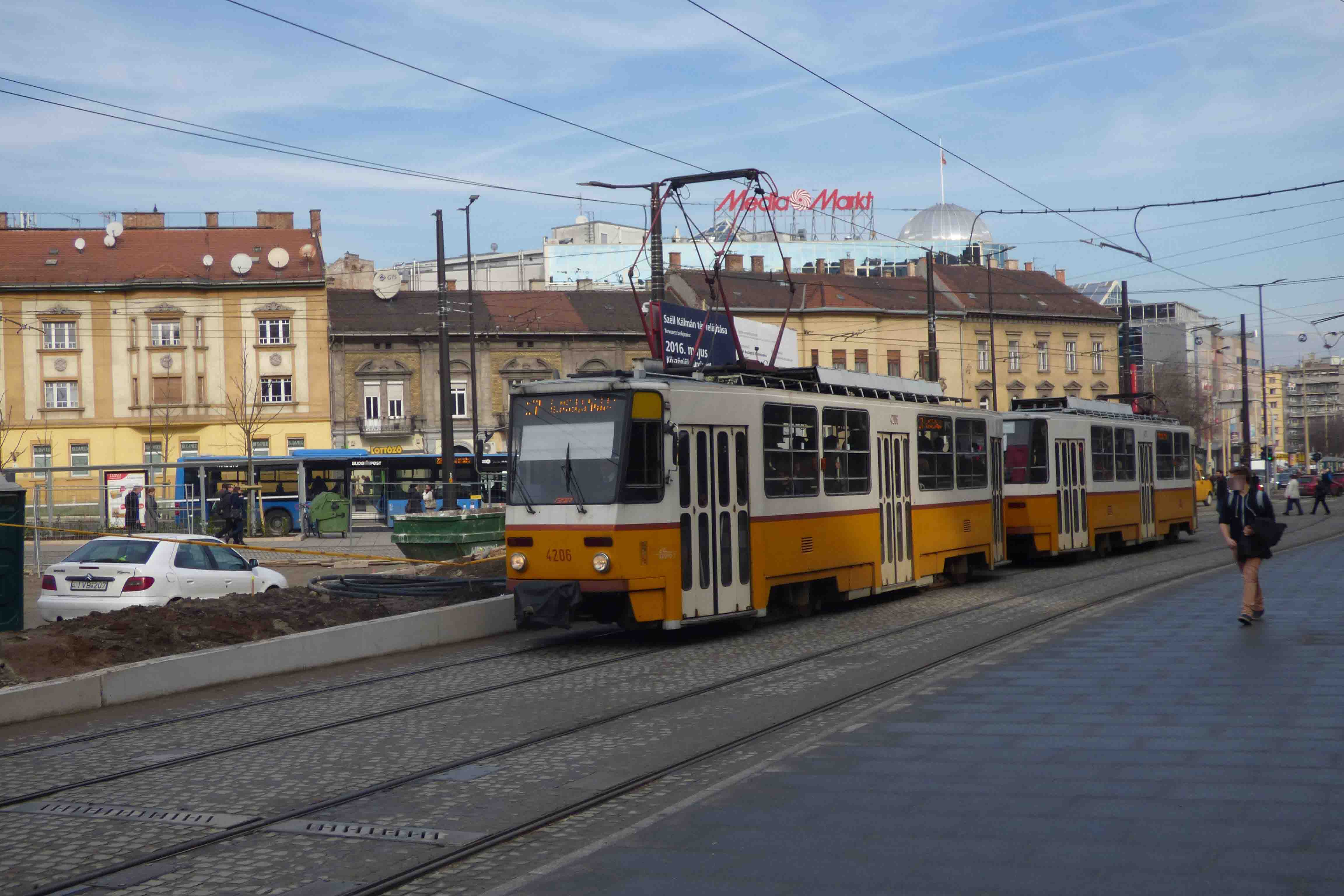
Tatra T5C5 villamos a Széll Kálmán téren
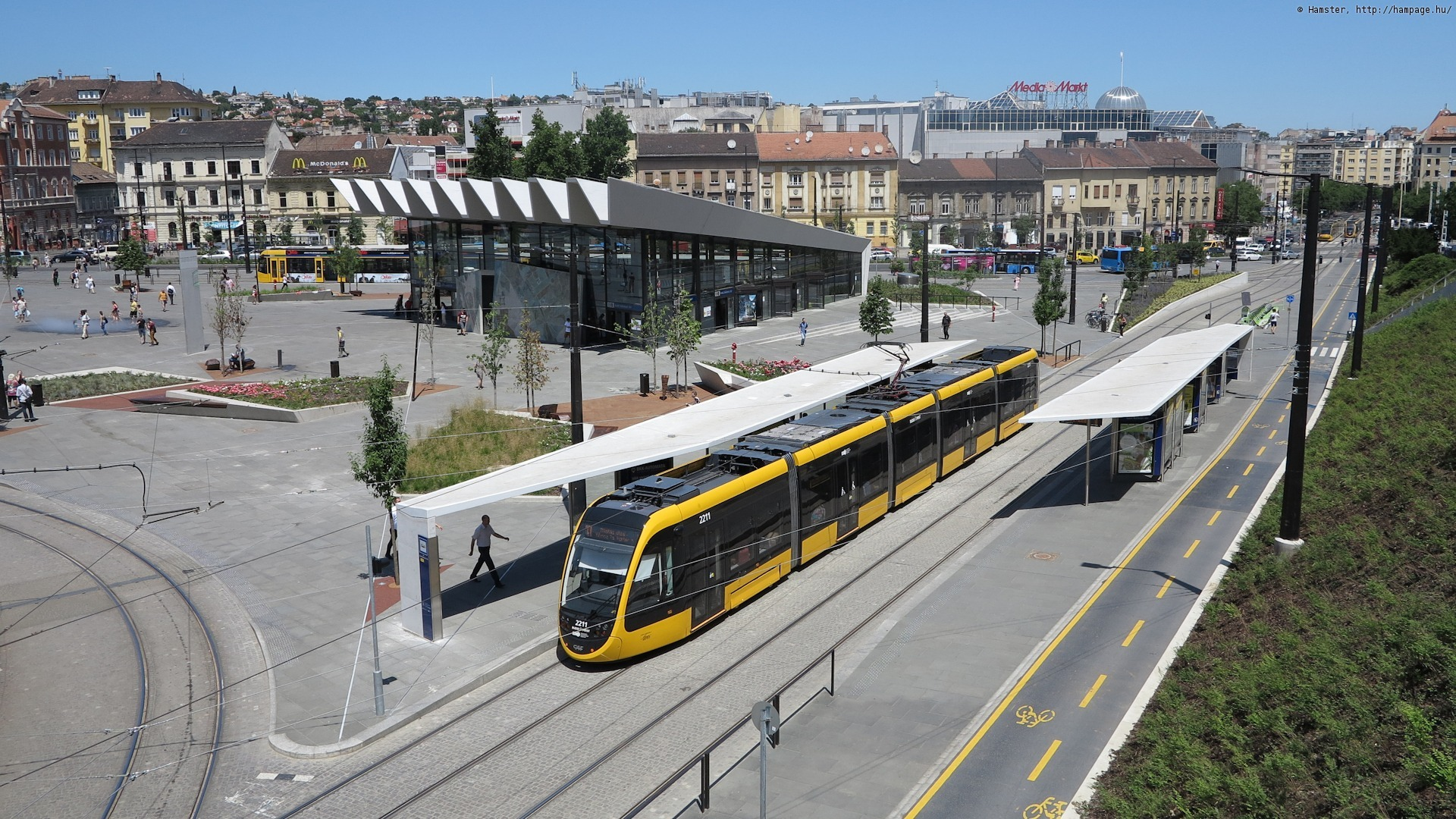
CAF Urbos 3 villamos a Széll Kálmán téren
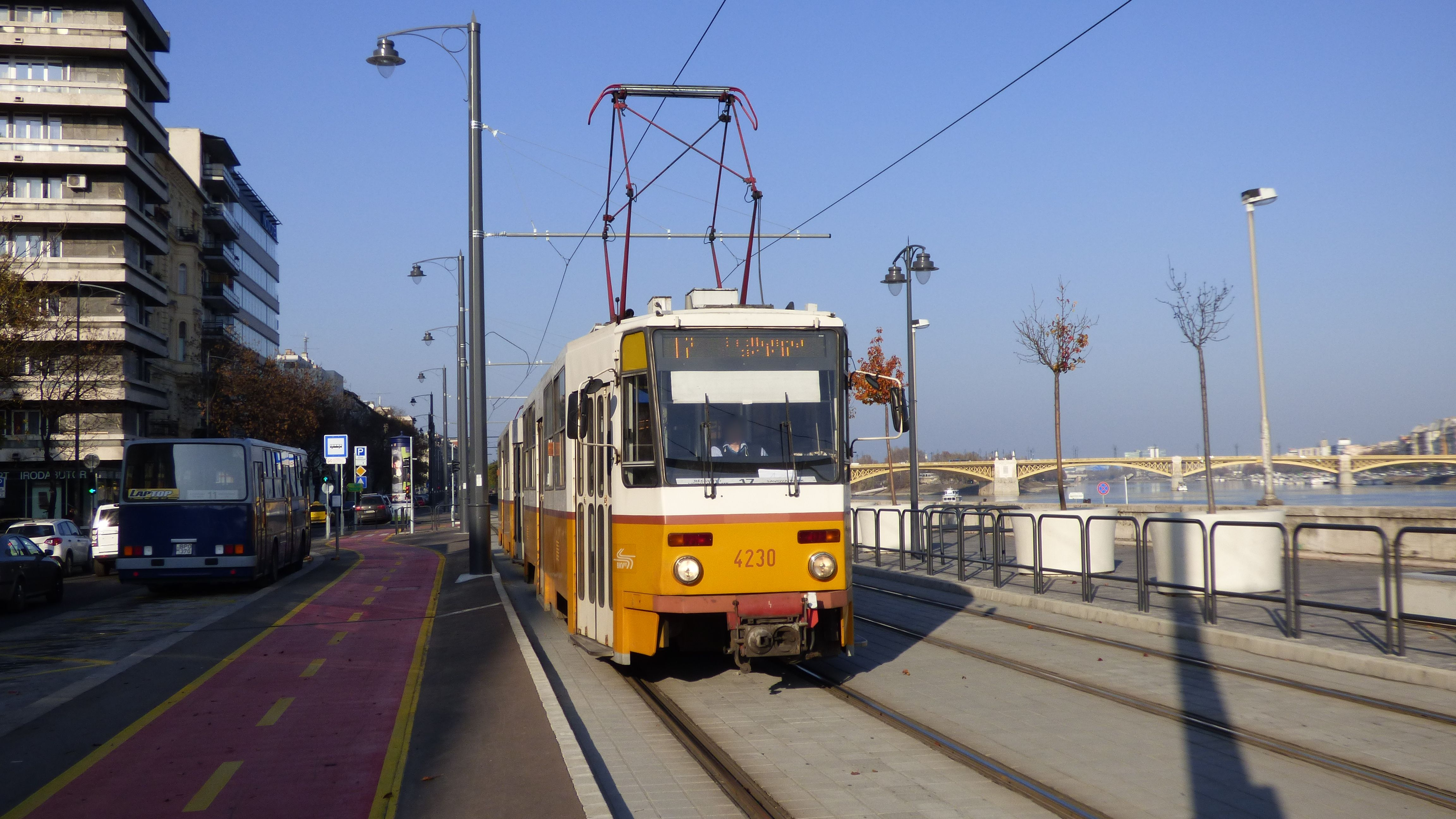
Tatra T5C5 villamos a Batthyány térnél
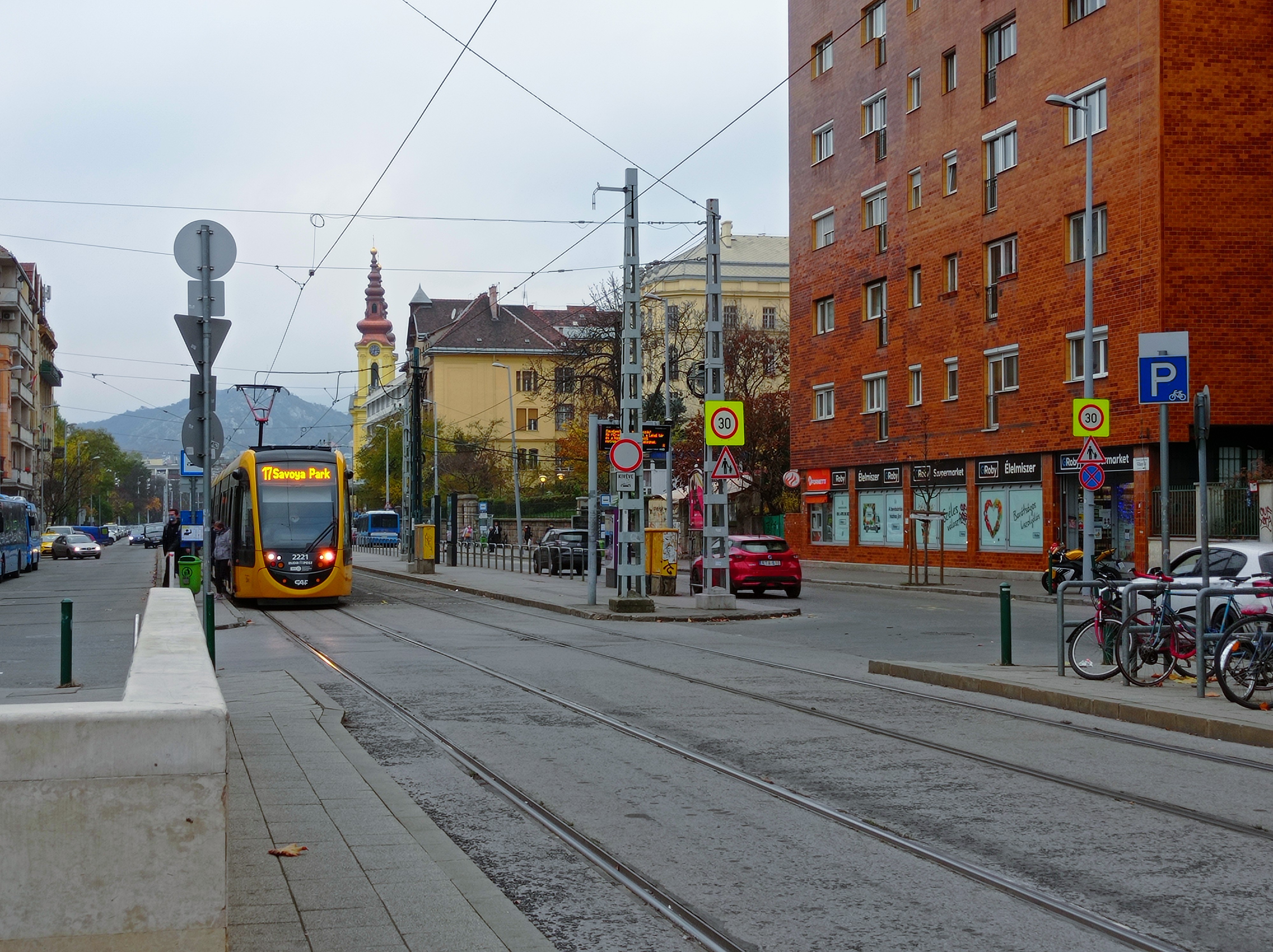
CAF Urbos 3 a Móricz Zsigmond körtérnél
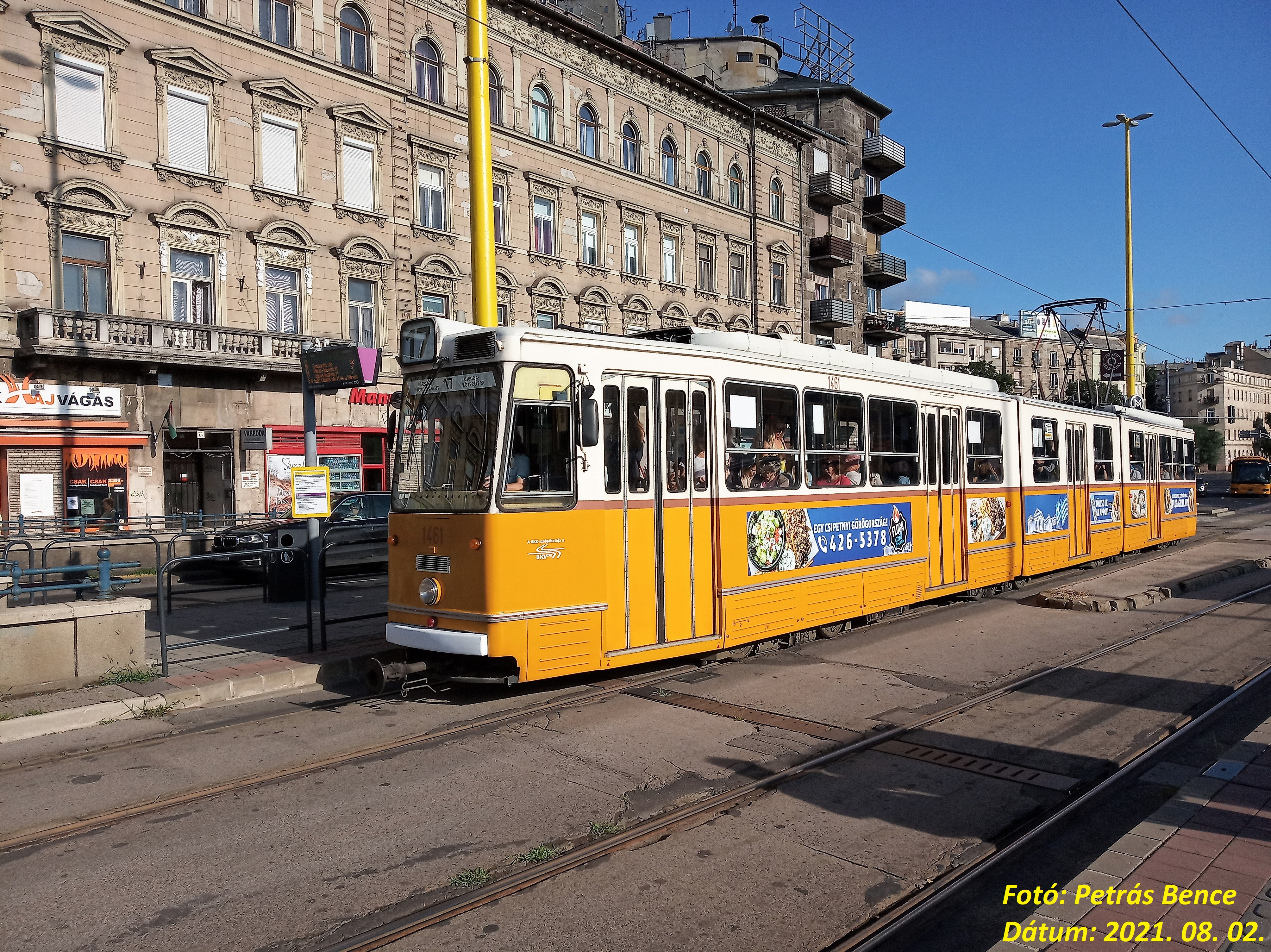
Ganz ICS villamos a Déli pályaudvarnál.